# Álvaro Portilla Suárez
Álvaro Portilla Suárez (Madrid, España, 28 de abril de 1986) es un futbolista español. Juega de centrocampista y su equipo actual es el Club de Fútbol Fuenlabrada, que en la temporada 2017-2018 militaba en Segunda División B.

## Trayectoria
Álvaro Portilla dio sus primeros pasos en el fútbol en la escuela de Majadahonda, para fichar por la categoría juvenil del Atlético de Madrid, club en el que llegó a su segundo equipo. Después de esto jugó en el club griego del Aris de Salónica, donde pasó dos años, para volver a España, al RSD Alcalá. En 2015 ficha por el Rayo Majadahonda, con el cual está a punto de conseguir el ascenso a segunda división, en el que a la postre sería su último año en el club, ya que en verano de 2017 ficha por el Fuenlabrada.

## Clubes
| Club                                       | País   | Año       |
| ------------------------------------------ | ------ | --------- |
| C.E. Majadahonda Futbol                    | España | 2003-2004 |
| Atlético de Madrid Juvenil                 | España | 2004-2006 |
| Club Atlético de Madrid "B"                | España | 2006-2010 |
| Aris Salónica FC                           | Grecia | 2010-2011 |
| Unión Deportiva San Sebastián de los Reyes | España | 2011-2012 |
| RSD Alcalá                                 | España | 2012-2015 |
| C.F. Rayo Majadahonda                      | España | 2015-2017 |
| Club de Fútbol Fuenlabrada                 | España | 2017-     |